# Godstransport

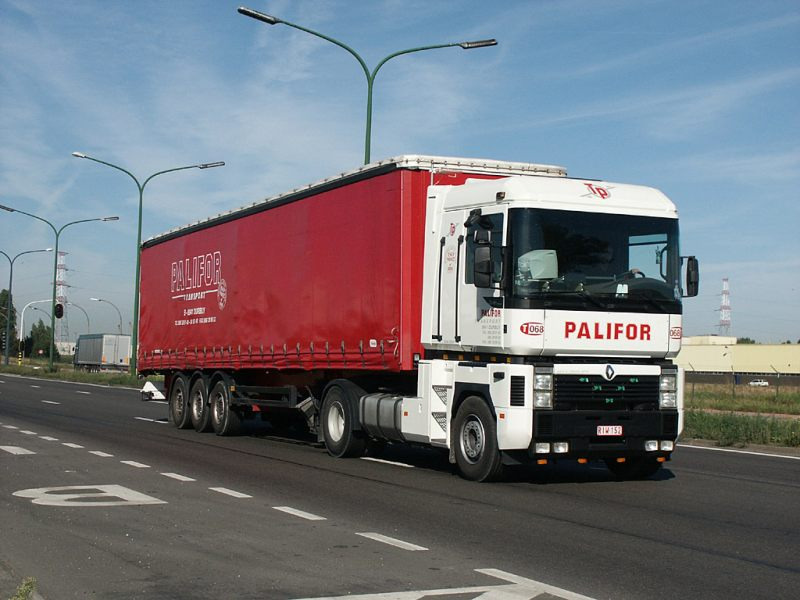
En Renault-lastbil.

Godstransport eller frakt är transport av gods, till skillnad från persontransport eller djurtransport.
Godstransport brukar delas in i styckegodstransport och transport av hela vagns- eller containerlaster.
Det finns flera olika transportmedel anpassade för godstransport, bland annat lastbil, lastfartyg, fraktflygplan och godståg.